# رامبوئییه
شهر رامبوئییه (به فرانسوی: Rambouillet) در شهرستان ایولین در ناحیه ایل-دو-فرانس با جمعیت ۲۵٬۶۶۱ نفر در کشور فرانسه واقع شده‌است